# Seznam vítězů diamantové ligy v běhu na 200 m
Toto je seznam vítězů diamantové ligy v běhu na 200 m.

## Celkoví vítězové
| Muži                 | Muži             |
| -------------------- | ---------------- |
| Diamantová liga 2010 | Wallace Spearmon |
| Diamantová liga 2011 | Walter Dix       |
| Diamantová liga 2012 | Nickel Ashmeade  |
| Diamantová liga 2013 | Warren Weir      |
| Diamantová liga 2014 | Alonso Edward    |
| Diamantová liga 2015 | Alonso Edward    |
| Diamantová liga 2016 | Alonso Edward    |
| Diamantová liga 2017 | Noah Lyles       |
| Diamantová liga 2018 | Noah Lyles       |
| Diamantová liga 2019 | Noah Lyles       |
| Diamantová liga 2020 | bez vítěze       |
| Diamantová liga 2021 | Kenny Bednarek   |
| Diamantová liga 2022 | Noah Lyles       |
| Diamantová liga 2023 | Andre de Grasse  |
| Diamantová liga 2024 | Kenneth Bednarek |
| Diamantová liga 2025 | bude oznámeno    |

| Ženy                 | Ženy                          |
| -------------------- | ----------------------------- |
| Diamantová liga 2010 | Allyson Felixová              |
| Diamantová liga 2011 | Carmelita Jeterová            |
| Diamantová liga 2012 | Charonda Williamsová          |
| Diamantová liga 2013 | Shelly-Ann Fraserová-Pryceová |
| Diamantová liga 2014 | Allyson Felixová              |
| Diamantová liga 2015 | Allyson Felixová              |
| Diamantová liga 2016 | Dafne Schippersová            |
| Diamantová liga 2017 | Shaunae Millerová-Uibová      |
| Diamantová liga 2018 | Shaunae Millerová-Uibová      |
| Diamantová liga 2019 | Shaunae Millerová-Uibová      |
| Diamantová liga 2020 | bez vítěze                    |
| Diamantová liga 2021 | Christine Mbomaová            |
| Diamantová liga 2022 | Shericka Jacksonová           |
| Diamantová liga 2023 | Shericka Jacksonová           |
| Diamantová liga 2024 | Brittany Brownová             |
| Diamantová liga 2025 | bude oznámeno                 |